# Albert Lester Lehninger
Albert Lester Lehninger (Bridgeport, 17 febbraio 1917 – 4 marzo 1986) è stato un biochimico statunitense.

## Biografia
È largamente considerato come uno dei più importanti pionieri nel campo della bioenergetica. A lui si devono alcune scoperte fondamentali per la comprensione del metabolismo a livello molecolare. Nel 1950 con Eugene Kennedy scoprì che i mitocondri sono la sede della fosforilazione ossidativa nelle cellule eucariote. Fu autore di un gran numero di testi ormai divenuti classici.
Soprattutto il suo Principi di biochimica è largamente usato come testo di introduzione alla materia a livello universitario. Egli, inoltre, riteneva che una conoscenza della biochimica potesse essere molto utile per un cittadino ben informato, infatti come era solito asserire: «l'energia investita è sempre ampiamente ripagata, non solo nell'ossidazione dello scheletro carbonioso del glucosio, ma anche nella vita di tutti i giorni: ossidando la nostra mente creeremo l'energia necessaria per ridurre i nostri problemi».

## Onorificenze e riconoscimenti
- 1948 – Paul-Lewis Award in Enzyme Chemistry;
- 1951 – Guggenheim Fellowship;
- 1956 – Eletto alla National Academy of Sciences;
- 1965 – Laurea honoris causa in Medicina Università degli Studi di Padova;
- 1969 – Remsen Award alla American Chemical Society;
- 1986 – Passano Foundation Award.